# János Kollár
Pour les articles homonymes, voir Kollár.
János Kollár (né en 1956) est un mathématicien hongrois, spécialisé en géométrie algébrique.

## Carrière professionnelle
Kollár commence ses études à l'université Eötvös de Budapest, et plus tard reçoit son doctorat à l'Université Brandeis en 1984, sous la direction de Teruhisa Matsusaka, avec une thèse sur les variétés d'ordre 3 canoniques. Il est Junior Fellow à Harvard, de 1984 à 1987 et professeur à l'université de l'Utah de 1987 jusqu'en 1999. Actuellement, il est professeur à l'université de Princeton.

## Contributions
Kollár est connu pour ses contributions au programme de modèle minimal pour les variétés d'ordre 3 et donc la compactification de modules des surfaces algébriques ; il est également pionnier de la notion de connexité rationnelle, c'est-à-dire l'extension de la théorie des variétés rationnellement liées pour des variétés sur le domaine complexe à des variétés sur des corps locaux) ; il est encore connu pour avoir trouvé des contre-exemples à la conjecture de John Nash : en 1952 Nash conjecture une réciproque à un célèbre théorème qu'il a prouvé, et Kollár a été en mesure de fournir de nombreux contre-exemples en dimension 3 à partir d'une nouvelle théorie de la structure d'une classe de variétés algébriques de dimension 3 .
Kollár a également donné la première preuve algébrique du théorème des zéros de Hilbert : soient f1,...,fm des polynômes de degré au plus d ≥ 3 à n ≥ 2 variables ; s'ils n'ont pas de zéro commun, alors g1f1 + ... + gmfm = 1 a une solution de telle sorte que chaque gj est de degré au plus dn – d.
János Kollár a démontré en 2000 qu'une hypersurface cubique (en) lisse de dimension au moins 2 définie sur un corps K est unirationnelle si elle a un point rationnel. Ceci améliore de nombreux résultats classiques, à commencer par le cas des surfaces cubiques (qui sont rationnelles sur une clôture algébrique). Parmi les autres exemples dont on sait qu'ils sont unirationnels figurent beaucoup d'espaces de modules de courbes.

## Prix et distinctions
Kollár est membre de l'Académie nationale des sciences américaine depuis 2005 et a reçu le Prix Cole en 2006. Il est membre extérieur de l'Académie hongroise des sciences depuis 1995. En 2012, il est devenu fellow de l'American Mathematical Society. En 2016, il est devenu membre de l'Académie américaine des arts et des sciences et la même année il est lauréat du prix Nemmers en mathématiques. 
En 2017, il a reçu le prix Shaw en Sciences Mathématiques, conjointement avec Claire Voisin, « pour leurs résultats remarquables dans de nombreuses zones de la géométrie algébrique, qui ont transformé la discipline et conduit à la solution de problèmes posés depuis longtemps qui semblaient hors de portée ».
En 1990, il est un conférencier invité au congrès international des mathématiciens à Kyoto. En 1996, il donne l'une des conférences plénières à l'European Congress of Mathematics de Budapest, intitulée Low degree polynomial equations: arithmetic, geometry and topology. Il est également sélectionné en tant que conférencier plénier au congrès international des mathématiciens en 2014 à Séoul, avec une conférence intitulée The structure of algebraic varieties.
Alors étudiant dans le secondaire, Kollár représente la Hongrie et a remporté des médailles d'or en 1973 et en 1974 lors des Olympiades internationales de mathématiques.

## Publications
- Shafarevich Maps and Automorphic Forms, Princeton University Press, 1995
- Rational Curves on Algebraic Varieties, Springer-Verlag, 2001, coll. « Ergebnisse der Mathematik »  (ISBN 3540601686)[11]
- avec Shigefumi Mori, Birational Geometry of Algebraic Varieties, coll. « Cambridge Tracts in Mathematics », Cambridge University Press, 1998  (ISBN 0521632773)[12] (Japanese by Iwanami Shoten)
- Lectures on Resolution of Singularities, Princeton University Press, 2007[13]
- Singularities of the Minimal Model Program (avec des contributions de Sándor Kovács), coll. « Cambridge Tracts in Mathematics », Cambridge University Press, 2013
- (en) Avec Karen Smith et Alessio Corti, Rational and Nearly Rational Algebraic Varieties, Cambridge University Press, Cambridge, 2004  (ISBN 0521832071)